# Мати!
«Мати!» (англ. Mother!) — американський драматичний фільм жахів режисера, продюсера і сценариста Даррена Аронофскі, що вийшов 2017 року. Стрічка розповідає про сімейну пару, розмірене життя якої порушує поява в будинку незнайомих людей. Чоловік сприймає їхню присутність як належне, тоді як жінка стикається з тривожними ознаками прийдешнього лиха. У головних ролях Дженніфер Лоренс, Хав'єр Бардем, Ед Гарріс.
Уперше фільм продемонстрували 5 вересня 2017 року на 74-му Венеційському міжнародному кінофестивалі, де він бере участь в основній конкурсній програмі, в Україні у широкому кінопрокаті показ фільму розпочався 14 вересня 2017 року.

## Сюжет
В палаючому будинку згорає жінка — Мати. Її чоловік — Він, ставить на згарищі кристал і будинок відновлюється, а жінка прокидається. Він — відомий поет, який страждає від творчої кризи. Заспокоївши його, жінка продовжує облаштування кімнати та чує в стінах серцебиття. Ввечері до подружжя приходить невідомий Чоловік, лікар, який подумав, що вони здають кімнату. Поет погоджується поселити Чоловіка, тоді як його дружина чує набридливий писк. Поет, наче зачарований, з радістю сприймає присутність лікаря, котрий запевняє, що є фанатом його книжок. Мати ж чує нові тривожні звуки та помічає, що Чоловік кашляє і має рану, хоча поет намагається це приховати. Мати лягає спати одна, подалі від таємничого гостя.
Наступного дня слідом за Чоловіком приходить його дружина — Жінка. Поет ставиться до цього як до чогось належного та продовжує висловлювати захват від розмов з Чоловіком. Жінка поводиться зверхньо, неначе це її дім. Вона радить Матері народити дитину, щоб Мати і Він створили щось разом. Згодом з'ясовується, що Чоловік смертельно хворий і останні дні хоче провести зі своїм кумиром — Ним. Жінка намагається пробратися в кабінет Його, і зрештою їй з Чоловіком це вдається. Вони розбивають схований там кристал, запевняючи, що це випадковість. З будинком після цього починають відбуватись моторошні перетворення, він старіє та місцями обгорає. Він забиває кабінет дошками та збирається вигнати гостей.
Несподівано до будинку приходять двоє синів Чоловіка і Жінки, котрі сперечаються через заповіт Чоловіка. Старший син смертельно ранить Молодшого та тікає. Він, Чоловік і Жінка відвозять Молодшого Брата до лікарні. Мати залишається в будинку та бачить видіння, що будинок всередині наповнений живою плоттю. Вона виявляє приховані дверцята, за якими знаходиться кімната, де сидить жаба і стоїть цистерна мазуту. Старший Брат повертається забрати загублені документи і йде так само несподівано, як і з'явився.
Поет повертається зі звісткою, що Молодший брат помер. Десятки незнайомих людей приходять до будинку на поминки. Вони поводяться зухвало, тож Мати врешті виганяє їх, коли ті ламають раковину, спричинивши потоп. Мати дорікає Йому, що обоє хочуть дітей, але не кохаються. Тоді пара в пориві пристрасті займається сексом. Наступного ранку Мати каже Йому, що вагітна. Ця новина надихає Його закінчити свою поему.
За кілька місяців, коли Мати готується до пологів, Він дає їй почитати рукопис, який справляє на неї величезне враження. Поема здобуває визнання, весь тираж розкуповують. Мати вирішує відсвяткувати це, влаштувавши застілля. В цей час до будинку приходить група шанувальників поета. Він виходить до них, забувши про застілля. Все нові шанувальники приходять, поводячись у будинку, як у себе вдома. Врешті натовп трощить все в будинку, прибуває поліція. Він веде Матір у свій кабінет, де в неї починаються перейми. Поет забарикадовується в кабінеті та вирішує прийняти пологи.
Мати народжує хлопчика, щасливий Він виходить з будинку розповісти всім про це. Він повертається з подарунками від фанатів і просить Матір показати їм дитину. Вона відмовляється, та коли Мати засинає, Він виносить дитину до натовпу. Юрба забирає дитину, кинувшись на пошуки сина, Мати знаходить розтерзаного хлопчика на вівтарі, де фанати їли його плоть. Мати хапає уламок скла та намагається зарізати фанатів, але ті повалюють її та починають бити. Він рятує її, закликаючи натовп вгамуватись, але люди не слухають. Мати біжить до таємної кімнати з цистерною аби підпалити її. Він благає Матір не робити цього, але вона підпалює мазут, вибух знищує будинок і всіх навколо.
Він лишається неушкодженим, тоді як Мати зазнає опіків. Він несе її до свого кабінету, де запитує чи любить вона його. Коли Мати каже, що любить, Він розриває їй груди і дістає звідти кристал. Коли Він ставить його на згарищі, будинок відновлюється. Мати прокидається, як і на початку.

## У ролях
| Актор            | Персонаж      | Роль                         |
| ---------------- | ------------- | ---------------------------- |
| Дженніфер Лоренс | Мати          |                              |
| Хав'єр Бардем    | Він           | чоловік Матері               |
| Ед Гарріс        | Чоловік       | чоловік Жінки                |
| Мішель Пфайффер  | Жінка         | дружина Чоловіка             |
| Домналл Глісон   | Старший Син   | старший брат Молодшого брата |
| Браян Глісон     | Молодший Брат | молодший брат Старшого сина  |
| Крістен Віг      | Геральд       |                              |
| Артур Голден     | Лінджерер     |                              |
| Джован Адепо     |               | прибиральник                 |

## Створення фільму

### Знімальна група
- Кінорежисер — Даррен Аронофскі
- Сценарист — Даррен Аронофскі
- Кінопродюсери — Даррен Аронофскі, Скотт Франклін, Арі Гендель
- Виконавчі продюсери — Марк Геймен, Джефф Ваксман
- Композитор — Йоганн Йоганнссон
- Кінооператор — Меттью Лібатік
- Кіномонтаж — Ендрю Вайсблум
- Підбір акторів — Ліндсі Грем і Мері Вернью
- Художник-постановник — Філіп Мессіна
- Артдиректори — Ізабель Гуай і Дебора Дженсен
- Художник по костюмах — Денні Глікер[8].

## Сприйняття

### Оцінки і критика
Від кінокритиків фільм отримав схвальні відгуки: Rotten Tomatoes дав оцінку 68 % на основі 183 відгуки від критиків (середня оцінка 6,6/10). Загалом на сайті фільм має схвальні оцінки, фільму зарахований «стиглий помідор» від фахівців, Metacritic — 75/100 на основі 46 відгуків критиків. Загалом на цьому ресурсі від фахівців фільм отримав схвальні відгуки.
Від пересічних глядачів фільм отримав змішані відгуки: на Rotten Tomatoes 42 % зі середньою оцінкою 2,5/5 (11 615 голосів), фільму зарахований «розсипаний попкорн», на Metacritic — 5,6/10 на основі 96 голосів, Internet Movie Database — 6,8/10 (7 769 голосів).
Аранофскі пізніше пояснював алегорії свого фільму, в яких відображена біблійна історія. Він — це Бог, Мати — Земля, що створила будинок — Рай. З нудьги Бог створює Адама і Єву, котрі входять до будинку як Чоловік і Жінка. Прагнучи здобути Плід пізнання Добра і Зла (Кристал), вони знищують його, після чого у них з'являються діти. Старший син, під яким мається на увазі Каїн, убиває молодшого. Наслідки його гріха проявляються в зухвалих наступних гостях, яких Земля проганяє, що супроводжується Потопом. Бог створює дитину (Ісуса Христа), котру люди, не слухаючи Бога, вбивають, а свій Рай спустошують.
Лук'ян Галкін на сайті «Moviegram.com.ua» написав, що «„Мати!“ — ймовірно, найбожевільніший мікс із тих, що видавав режисер. І найбільший обман: низка секретів так і лишаються глядачеві на самостійне опрацювання, а левова частка обіцянок не справджуються… Разом ці компоненти дають ту суміш, що не дозволяє лишитися байдужим».
Кінооглядач Валерій Мирний на сайті «Новое Время» поставив стрічці оцінку 8 з 10 і написав, що: «фільм Аронофскі теж чекає своя частка праведного гніву… Але коли пристрасті вляжуться, Мати! посяде своє місце у фільмографії режисера».

### Касові збори
Під час показу в Україні, що розпочався 14 вересня 2017 року, протягом першого тижня на фільм було продано 32 371 квиток, фільм був показаний на 194 екранах і зібрав 2 700 712 ₴ (103 134 $), що на той час дозволило йому зайняти 2 місце серед усіх прем'єр.
Під час показу у США, що розпочався 15 вересня 2017 року, протягом першого тижня фільм був показаний у 2 368 кінотеатрах і зібрав 7 534 673 $, що на той час дозволило йому зайняти 3 місце серед усіх прем'єр. Станом на 29 вересня 2017 року показ фільму триває 15 днів (2,1 тижня), зібравши у прокаті в США 15 300 846 доларів США, а у решті світу 13 033 146 $ (за іншими даними 12 444 902 $), тобто загалом 28 333 992 $ (за іншими даними 27 745 748 $) при бюджеті 30 млн доларів США.